# Inglange
Inglange es una comuna francesa situada en el departamento de Mosela, en la región de Gran Este.

## Demografía
| 216 | 229 | 218 | 239 | 294 | 256 | 422 |
| Para los censos de 1962 a 1999 la población legal corresponde a la población sin duplicidades (Fuente: INSEE [Consultar]) |     |     |     |     |     |     |